# Vișeu de Sus
Vișeu de Sus (rumænsk udtale: [viˌʃe.u de ˈsus]; tysk: Oberwischau; ungarsk: Felsővisó; ukrainsk:  Ви́шово-Ви́жнє; jiddisch: אויבערווישא, Ober Vishoi, Ojberwischo) er en by i distriktet  Maramureș , i Rumænien, beliggende ved sammenløbet af floderne Vișeu og Vaser. Den administrerer én landsby, Vișeu de Mijloc (Középvisó). Den har et areal på 443 km2 og en befolkning på 15.349 (2021). Den er bedst kendt for den smalsporede jernbane Mocăniță (en) (tysk:Wassertalbahn).

## Galleri
- Jernbanestation for Mocăniță
- Byen
- Den ortodkse  Nikolaikirke
- Den katolske kirke St. Anna